# Saint-Pierre-d'Allonne
Pour les articles homonymes, voir Saint-Pierre et Allonne.
Saint-Pierre-d'Allonne est une ancienne commune française du département de la Manche.

## Toponymie
Le nom de la localité est attesté sous les formes Sanctus Petrus de Alunna au XIIe siècle, Sancti Petri de Alumpna vers 1280 (pouillé de Coutances), Sancti Petri de Alongna en 1320-1325 (pouillé), Saint-Pierre-d'Allonne en 1332.

## Histoire

### Moyen Âge
En 1190, Roger des Moustiers donne l'église Saint-Pierre à l'abbaye de Blanchelande.

### Temps modernes
En 1567, Adrien Hervieu, sieur de Sénoville et de Mandenaville, est taxé pour ces deux fiefs de 50 livres dans le rôle des nobles et roturiers, au titre du ban et de l'arrière ban de la vicomté de Coutances, réalisé par Gilles Dancel, seigneur d'Audouville, lieutenant général du bailli de Cotentin, tenu à Coutances les 20-22 octobre. Le fief de Mandenaville à Saint-Pierre-d'Allonne qui valait un  huitième fief de haubert et était tenu du roi sous la vicomté de Valognes, avait des extensions à Notre-Dame-d'Allonne.
En 1613, dans les aveux que fait Jacques de Thieuville au roi de France pour son fief du Parc, il est dit que trois fiefs nobles relève de la seigneurie du Parc : le fief du Saussey à Saint-Georges-de-la-Rivière, le fief de Lanquetot à Portbail et le fief de Mandenaville à Saint-Pierre-d'Allonne, tenu par Guillaume Le Breton, ainsi que dix-sept vavassories.

### Époque contemporaine
En 1818, la commune fusionne avec Notre-Dame-d'Allonne pour former la nouvelle commune des Moitiers-d'Allonne. Des deux églises côte à côte, seule l'église Notre-Dame a été conservée, l'église Saint-Pierre ne conservant que son clocher.

## Démographie
| 1793 | 1800 | 1806 |
| ---- | ---- | ---- |
| 541  | 511  | 633  |

## Personnalités liées à la commune
- Jean-André Toussaint Caillot (Saint-Pierre-d'Allonne 1759 - ), commandant du corsaire Le Pluton[2].
- Nicolas Lecroisey (1771-1857), lieutenant du corsaire Le Pluton[2].